# تشاك مكجرادي
تشاك مكجرادي هو سياسي أمريكي، ولد في 6 مارس 1953 في بالتيمور في الولايات المتحدة. نشط حزبياً في الحزب الجمهوري.

## وصلات خارجية
- الموقع الرسمي